# Syed Saddiq
Syed Saddiq Syed Abdul Rahman là một chính trị gia người Malaysia và là nhà hoạt động. Anh là Bộ trưởng Bộ Thanh niên và Thể thao, Thành viên Quốc hội Muar và Trưởng Thanh niên của Đảng Bản địa Malaysia hoặc Parti Pribumi Bersatu Malaysia (PPBM), một thành phần của liên minh Pakatan Harapan (PH). Anh cũng là bộ trưởng liên bang trẻ nhất kể từ khi Malaysia giành được độc lập ..

## Tiểu sử
Syed Saddiq sinh ngày 6 tháng 12 năm 1992 tại Pulai, Johor Bahru, Johor, Malaysia. Anh đã theo học tại Royal Military College (RMC), Sungai Besi. Anh có bằng luật của Đại học Hồi giáo Quốc tế Malaysia (IIUM). Trong thời gian của mình như là một sinh viên, ông đã giành được giải thưởng loa tốt nhất châu Á tại giải vô địch đàm phán nghị viện châu Á của Anh ba lần. Anh cũng là một cựu sinh viên của Học bổng Perdana uy tín. Vào năm 2017, anh đã từ chối một suất học bổng trị giá khoảng 400.000 RM du học tại Đại học Oxford, Anh để tiếp tục con đường hoạt động chính trị. Một năm sau, sau khi được bầu làm Nghị sĩ Quốc hội ở tuổi 25, Syed Saddiq một lần nữa đã nhận được một suất học bổng khác, lần này từ chối một học bổng Chevening để theo đuổi bằng Thạc sĩ về Chính sách công tại Đại học Oxford. 

## Chính trị
Syed Saddiq là thủ lĩnh của Armada; tổ chức thanh niên của PPBM. Ông là người phát ngôn cho đảng kể từ khi thành lập vào năm 2016 và được coi là một trong những thành viên sáng lập và ngồi trong hội đồng đảng.
Syed Saddiq xuất hiện lần đầu tiên trong cuộc bầu cử tổng thống năm 2018 cho ghế nghị viện Muar và được bầu vào Quốc hội.. Anh hiện cũng là Bộ trưởng Thanh niên và Thể thao.